# Estación de Andavías
Andavías es un apeadero ferroviario situado en el municipio español de Andavías en la provincia de Zamora, comunidad autónoma de  Castilla y León, España. No dispone de ningún servicio ferroviario desde 1990.

## Situación ferroviaria
El apeadero se encuentra en el punto kilométrico 18,737 de la línea férrea de ancho ibérico que une Zamora con La Coruña a 723 metros de altitud, entre las estaciones de Zamora y Carbajales de Alba. El tramo es de vía única y está sin electrificar.

## Historia
La voluntad de unir Madrid, vía Medina del Campo con Vigo por el camino más corto posible es antigua y apareció plasmada en algunos anteproyectos como el de 1864. Sin embargo, el mismo  descartaba dicha posibilidad al considerar que suponía "dificultades enormísimas" que superaban incluso "los de la bajada del puerto de Pajares en el ferrocarril de Asturias". Es por ello, que la estación no fue inaugurada hasta el 24 de septiembre de 1952 con la puesta en marcha del tramo Zamora – Puebla de Sanabria de la línea Zamora-La Coruña vía Orense. Su explotación inicial quedó a cargo de RENFE cuyo nacimiento se había producido en 1941. 
Desde el 31 de diciembre de 2004 Renfe Operadora explota la línea mientras que Adif es la titular de las instalaciones.